# John Marsden
John Marsden (n. 27 septembrie 1950, Melbourne, Victoria, Australia – d. 18 decembrie 2024) a fost un scriitor australian.

## Opere publicate
- So Much To Tell You (1987)
- The Great Gatenby (1989)
- The Journey
- Staying Alive In Year 5
- Out Of Time (1990)
- Letters From The Inside (1991)
- Take My Word For It (1992)
- Looking For Trouble (1993)
- Everything I Know About Writing (1993)
- Cool School (1996)
- Creep Street (1996)
- Checkers (1996)
- This I Believe (1996) (editor)
- For Weddings and a Funeral (1996) (editor)
- Dear Miffy (1997)
- Secret Men's Business (1998)
- Winter (2000)
- The Rabbits

### Seriile „The Tomorrow”
- Tomorrow, When the War Began (1994)
- The Dead Of The Night (1994)
- The Third Day, The Frost (1995)
- Darkness, Be My Friend (1996)
- Burning For Revenge' (1997)
- The Night Is For Hunting (1998)
- The Other Side Of Dawn (1999)

#### The Ellie Chronicles
- While I Live (2003)
- Incurable (2005)
- Circle of Flight (2006)